# Michał Piotrowski (poeta)
Michał Piotrowski, pseud. eMPi (ur. 4 sierpnia 1976) – dziennikarz, poeta.

## Życiorys
Ukończył filologię polską na Uniwersytecie Gdańskim.
Jest autorem książek poetyckich, stypendystą Marszałka Województwa Pomorskiego, laureatem Nagrody Miasta Gdańska dla Młodych Twórców Kultury (2003) i laureatem nagrody fundacji „Johny Walker Keep Walking Award” (2005). W grudniu 2011 roku odebrał Nagrodę Marszałka Województwa Pomorskiego dla Twórców Kultury. Jego wiersze tłumaczone były m.in. na język niemiecki, litewski i słowacki.
Był współzałożycielem zespołu muzycznego Towary Zastępcze, w którym pisał teksty, udzielał się wokalnie i grał na thereminie.
Jako dziennikarz współpracował m.in. z Dziennikiem Bałtyckim i Aktivistem, w latach 2002–2007 był redaktorem kwartalnika literackiego Migotania, przejaśnienia. Na antenie studenckiego Radia SAR prowadził autorskie audycje satyryczne (od 2002 do 2005 roku). Był także autorem bloga gadugadu.blog.pl, tworzonego wspólnie z Piotrem Czerskim.
Od stycznia 2015 roku do czerwca 2017 roku na antenie Radia Gdańsk prowadził audycję, w której wraz z Antonim Pawlakiem czytali i rozmawiali o wierszach nadesłanych przez słuchaczy. W sumie wyemitowano 124 odcinki audycji.
Wspólnie z Marcinem Tymińskim wydał przewodniki po opuszczonych i zapomnianych miejscach województwa pomorskiego. Prowadzi też internetowy kanał "Tajemnice Pomorza", na którym prezentowane są nieoczywiste miejsca z Pomorza.
Został rzecznikiem prasowym marszałka województwa pomorskiego, wcześniej pracował w Referacie Prasowym Urzędu Miejskiego w Gdańsku.
Jest członkiem Grupy Poszukiwawczo-Ratowniczej OSP Gdańsk.

## Nagrody
- Laureat Nagrody Miasta Gdańska dla Młodych Twórców w Dziedzinie Kultury (2003)[3]

## Publikacje
- Luna (1999)[4]
- Biegnij, poeto, biegnij (2001)
- Dirty Danzig (2005)
- Piszę do ciebie pogrążony w żalu (2011)
- Drobnostki (2017)[5]
- Zapomniane miejsca. Pomorskie, część północna (2021)[6][7]
- Zapomniane miejsca. Pomorskie, część południowa (2021)
- ZONA: Pomorskie. Przewodnik dla poszukiwaczy tajemnic (2022)[8][9]

## Dyskografia
- Ciche dni (2006) – Towary Zastępcze
- Dolne Miasto OST (2009)  – Towary Zastępcze
- Europejski Poeta Wolności 2010 (2010) – Nasiono All Stars
- Nasiono Swap Singers (2012) – różni wykonawcy
- Długa przerwa (2013) – Towary Zastępcze